# قائمة البعثات الدبلوماسية في رواندا

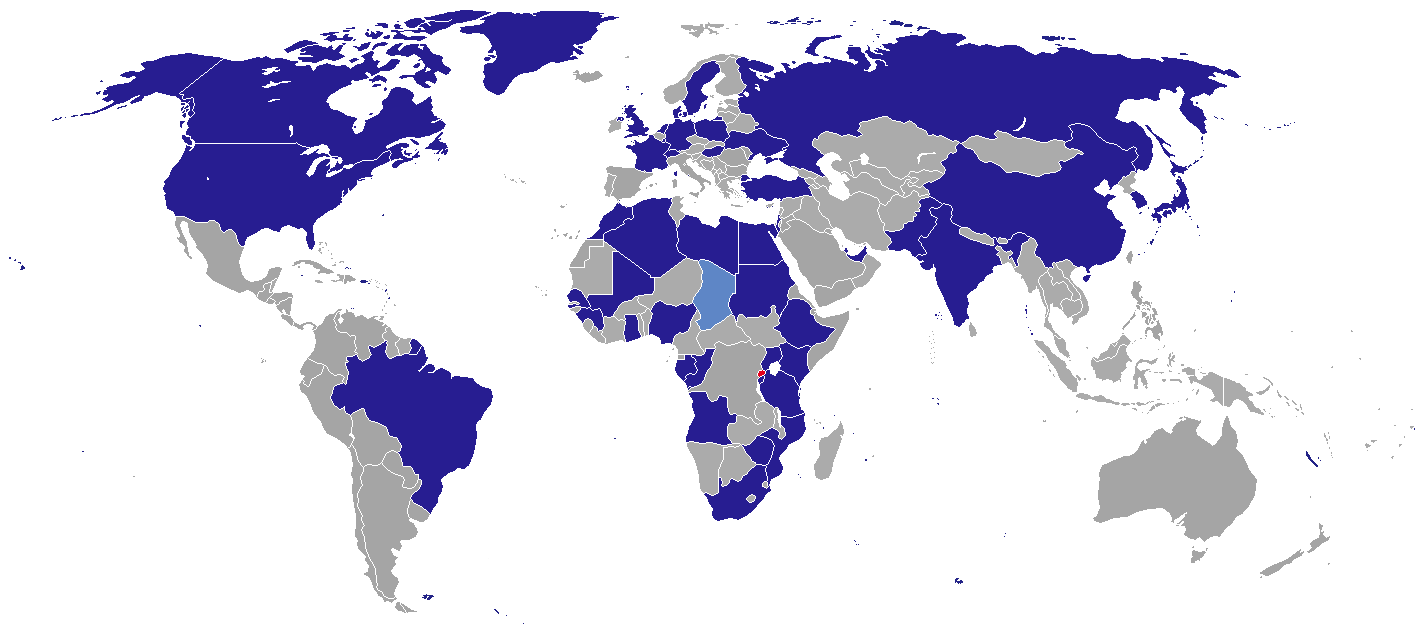
خريطة البعثات الدبلوماسية في رواندا

هذه قائمة بالبعثات الدبلوماسية في رواندا. تستضيف العاصمة كيغالي حالياً 26 سفارة ومفوضية عليا.

## بعثات دبلوماسية في كيغالي
| - الجزائر - بلجيكا - بوروندي - كندا - الصين - جمهورية الكونغو الديمقراطية - مصر - فرنسا - ألمانيا - الكرسي الرسولي - اليابان - كينيا - جمهورية كوريا | - ليبيا - هولندا - نيجيريا - روسيا - الصومال - جنوب أفريقيا - السويد - السودان - تنزانيا - تركيا - أوغندا - المملكة المتحدة - الولايات المتحدة |

## بعثات دبلوماسية معتمدة لدى رواندا
| - أنغولا (أديس أبابا) - الأرجنتين (نيروبي) - أستراليا (نيروبي) - النمسا (نيروبي) - بنين (كينشاسا) - بوتسوانا (نيروبي) - البرازيل (نيروبي) - بوركينا فاسو (أديس أبابا) - الكاميرون (كينشاسا) - كرواتيا (بريتوريا) - كوبا (كامبالا) - قبرص (نيروبي) - جمهورية التشيك (نيروبي) - جمهورية كوريا الديمقراطية الشعبية (كامبالا) - الدنمارك (كامبالا) - جيبوتي (أديس أبابا) - جمهورية الدومينيكان (بريتوريا) - إثيوبيا (كامبالا) - الاتحاد الأوروبي (وفد) - فنلندا (دار السلام) - الغابون (كينشاسا) - غانا (نيروبي) - اليونان (نيروبي) - المجر (نيروبي) - الهند (كامبالا) - إندونيسيا (دار السلام) - إيران (كامبالا) - أيرلندا (كامبالا) - إسرائيل (أديس أبابا) - إيطاليا (كامبالا) - الكويت (نيروبي) - ليسوتو (أديس أبابا) - مالاوي (دار السلام) - ماليزيا (نيروبي) | - مالي (لواندا) - موريتانيا (الخرطوم) - المكسيك (نيروبي) - المغرب (أديس أبابا) - موزمبيق (دار السلام) - ناميبيا (دار السلام) - نيوزيلندا (أديس أبابا) - النرويج (كامبالا) - عمان (دار السلام) - باكستان (نيروبي) - الفلبين (نيروبي) - بولندا (نيروبي) - البرتغال (نيروبي) - قطر (صنعاء) - رومانيا (نيروبي) - السنغال (أديس أبابا) - صربيا (نيروبي) - سيشل (بريتوريا) - سيراليون (أديس أبابا) - سنغافورة (سنغافورة) - سلوفاكيا (نيروبي) - جنوب السودان (كابالا) - إسبانيا (در السلام) - سريلانكا (كامبالا) - سوازيلاند (مابوتو) - سويسرا (نيروبي) - تايلاند (نيروبي) - تونس (كينشاسا) - فنزويلا (نيروبي) - فيتنام (دار السلام) - الصحراء الغربية (كامبالا) - زامبيا (دار السلام) - زيمبابوي (دار السلام) |

## قنصليات فخرية في كيغالي[30]
- جمهورية أفريقيا الوسطى
- جمهورية التشيك
- فنلندا
- غانا
- الهند
- إيطاليا
- موريشيوس
- بولندا
- إسبانيا
- أوكرانيا

## روابط خارجية
- Ministry of Foreign Affairs and Cooperation (بالإنجليزية)